# 官安妮
官安妮（1991年5月1日—），嘉義民雄人，台灣文史工作者、社會運動人士，畢業於國立中興大學歷史學系畢業、國立雲林科技大學文化資產維護系碩士班。研究所期間接觸外籍勞工議題，進而以理解為核心策展有關移工議題，展覽結束後創立中台灣第一個台灣東南亞社群相關非營利組織「1095，文史工作室」

## 經歷
官安妮出身台灣南部嘉義民雄鄉，父親是教育工作者，官安妮在大學期間接受田野調查訓練時開啟對台灣鄉土的社會關懷。研究所時，開始接觸勞工議題，在德國交換的期間，有感於德國對於多元文化的包容與認識，因而期許未來能投身文化工作。返台後發現有關移工議題，台灣人認識較少，於是號召學校同學，共同策畫移工生命故事展，其後為延續此一理念，正式立案創立1095，文史工作室。

## 外部連結
- 〈1095，的臉書專頁〉